# Race Driver: Create and Race
Race Driver: Create and Race – gra na konsolę Nintendo DS wyprodukowana i wydana przez Codemasters Software 7 września 2007 roku. Race Driver: Create and Race jest grą wyścigową.

## Rozgrywka
- 32 tory wyścigowe m.in. Silverstone czy Bathurst[1].
- Możliwość tworzenia nowych tras[1].
- 25 licencjonowanych samochodów m.in. Koenig GT, Mercedes-Benz klasy C i D czy Chevrolet Silverado[1].
- Tryb gry wieloosobowej[1].

## Odbiór gry
IGN: 8,2/10

Cubed3: 9/10

GameZone: 8,4/10

Eurogamer: 8/10

Pocket Gamer: 8/10

HYPER: 79/100